# 赤坂警察署
赤坂警察署（あかさかけいさつしょ）は、東京都港区赤坂四丁目にある警視庁が管轄する警察署のひとつである。第一方面本部所属。赤坂見附-青山一丁目駅間の青山通り（国道246号）沿いにある署員数290名の大規模警察署であり、署長は警視正。
識別章所属表示はMO。車両の対空表示は「赤」。

## 概要
署名のとおり、港区赤坂（旧赤坂区）を管轄している。
管内には駐日アメリカ合衆国大使館（赤坂一丁目）、TBS放送センター（赤坂五丁目）、指定暴力団・住吉会本部（赤坂六丁目）などがある。
2011年（平成23年）4月から使用されている現在の庁舎は地下3階地上9階建てで、1階から5階までは赤坂警察署施設、6階から9階までは単身者用の待機宿舎となっている。

### 所在地
- 東京都港区赤坂四丁目18番19号

## 管轄区域
- 港区赤坂地域の全部（"赤坂"や"青山"を含む地名）と、芝地域・麻布地域の各一部を管轄。
  - 元赤坂一・二丁目（全域）
  - 赤坂一・二・三・四・五・六・七・八・九丁目（全域）
  - 北青山一・二・三丁目（全域）
  - 南青山一・二・三・四・五・六・七丁目（全域）
  - 虎ノ門（二丁目1番、2番、10番のみ。それ以外の地域は愛宕警察署の管轄）
  - 六本木（一丁目10番16号のみ。それ以外の地域は麻布警察署の管轄）

## 沿革

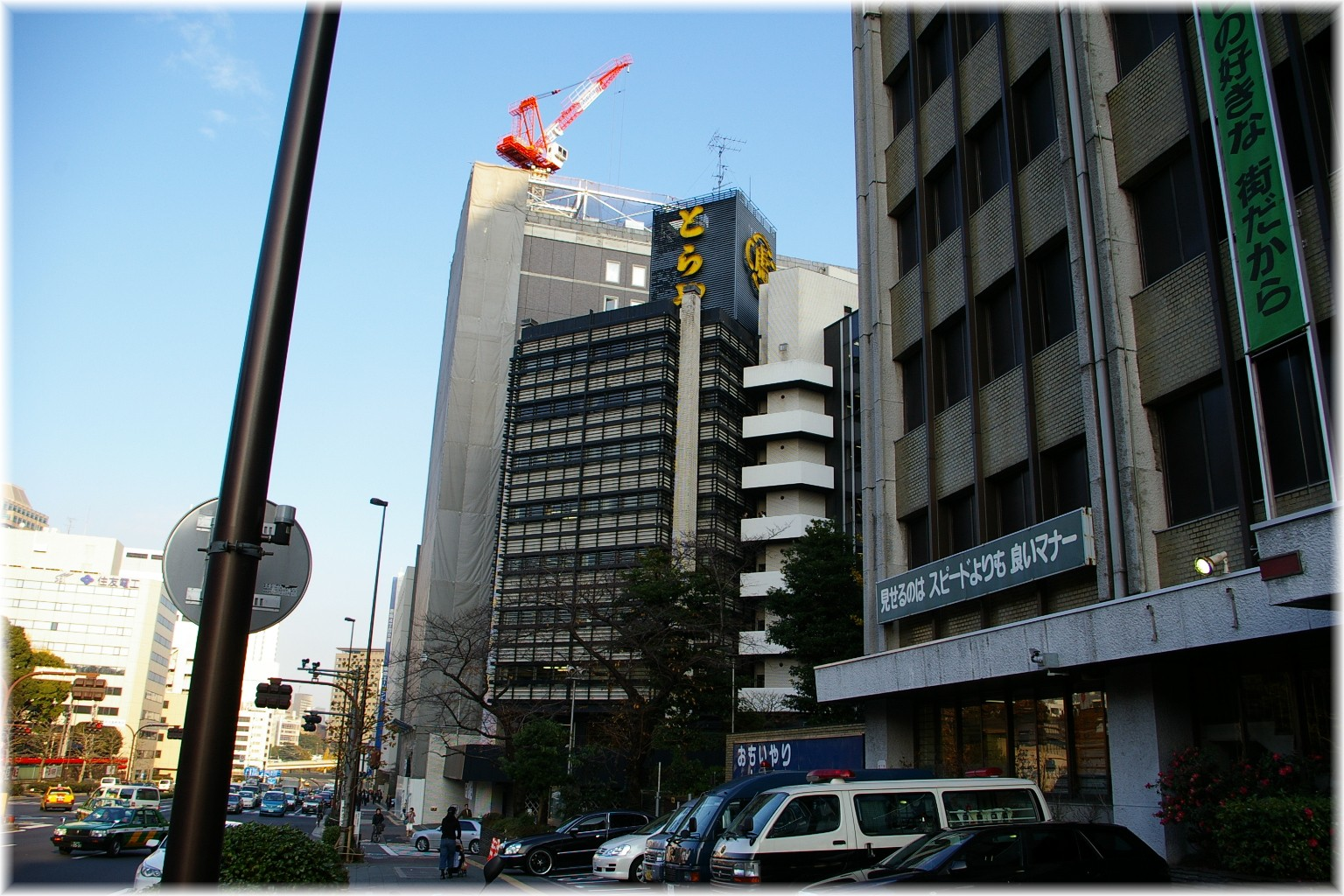
2008年まで使われていた旧庁舎 （右手）

- 1875年（明治8年）12月2日：警視庁第三方面第二署設置
- 1881年（明治14年）1月：表町警察署に改称
- 1946年（昭和21年）5月28日：赤坂警察署に改称
- 1973年（昭和48年）11月29日：庁舎を新築（旧庁舎）
- 2008年（平成20年）10月29日：庁舎老朽化による建て替えのため旧赤坂図書館に仮移転[注 1]
- 2011年（平成23年）4月18日：新庁舎完成、業務開始（現庁舎）

## 組織
- 警務課
- 会計課
- 交通課
- 警備課
- 地域課
- 刑事組織犯罪対策課
- 生活安全課

## 交番
- 赤坂見附交番（港区赤坂三丁目1番18号）
- 青山一丁目交番（港区元赤坂二丁目1番6号）
- 表参道交番（港区北青山三丁目5番23号）
- 赤坂五丁目交番（港区赤坂五丁目5番16号）

## 警備派出所
- 赤坂二丁目警備派出所（港区赤坂二丁目12番1号） - 衆議院議員宿舎の手前。
- 赤坂九丁目警備派出所（港区赤坂九丁目7番4号） - 東京ミッドタウンの敷地内（元々の警備対象は旧・防衛庁であった）。
- 米国大使館警備派出所（港区赤坂一丁目10番6号先）
- 権田原警備派出所（港区元赤坂二丁目2番21号） - 迎賓館赤坂離宮の北西角付近。

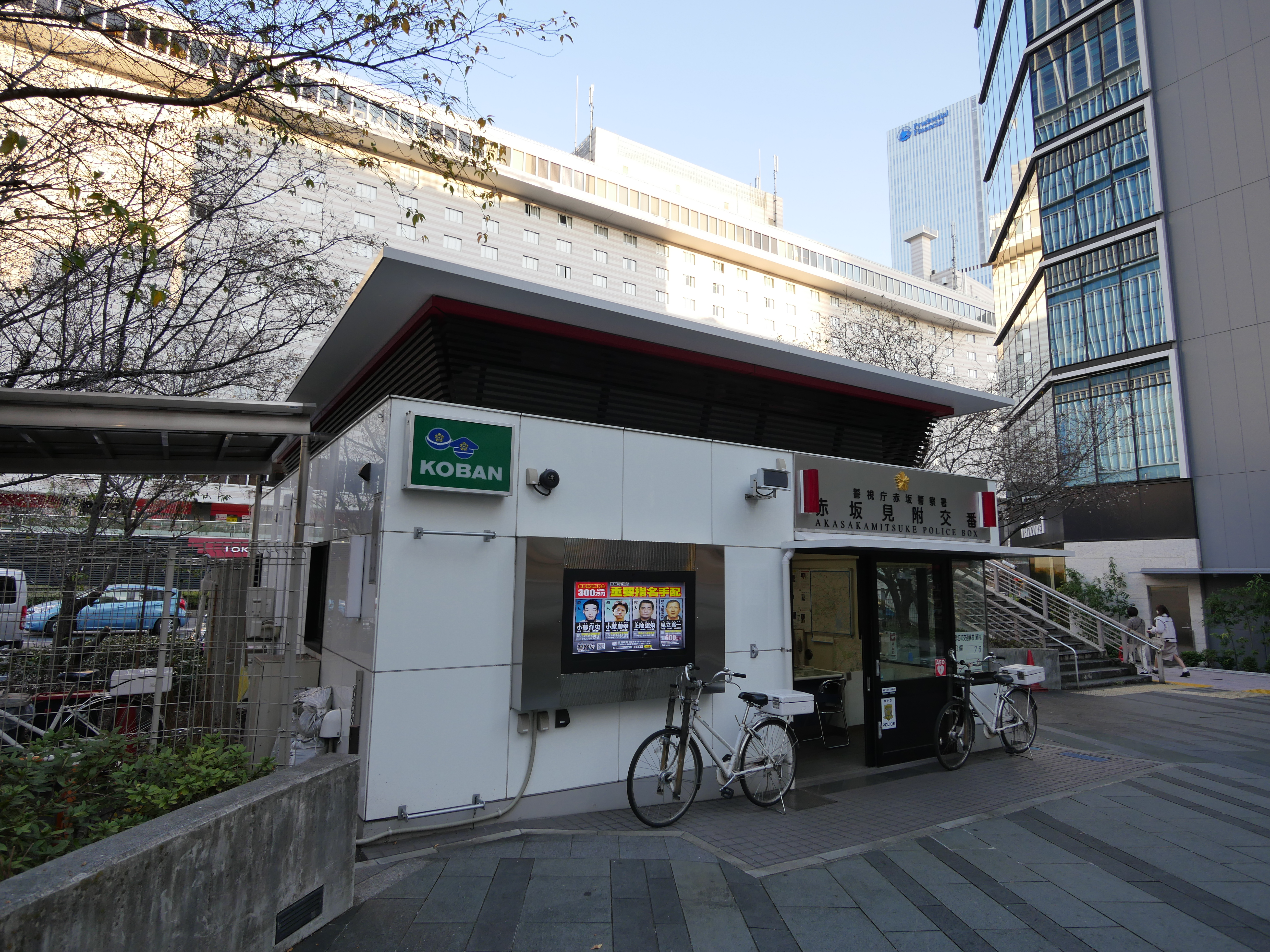
赤坂見附交番

## 新型コロナウイルス感染
- 2020年4月5日、警察官の感染も目立っている。警視庁では、赤坂署刑事課の女性巡査（23）が感染した。同庁では巡査と接触があった同僚の署員ら約70人を自宅待機した[1]。